# مردمان بومی فلات ایران پیش از مهاجرت آریاییان
قبل از مهاجرت گسترده آریایی‌ها از ماوراءالنهر و قفقاز بزرگ واقع در فلات ایران (مهاجرتی که مربوط به یک محدوده باشد) به بخش مرکزی فلات ایران مردمانی در این سرزمین می‌زیستند. کاسپی‌ها، کاسیان، تمدن ایلام، گوتیان (قوم)، لولوبی (قوم)، اورارتوها و ماناییان از جملهٔ اقوام فلات ایران پیش از مهاجرت آریاییان بودند.

## کاسپی‌ها
کاسپی‌ها نام عمومی بسیاری از طوایف ساکن در قفقاز جنوبی از جمله در شرق گرجستان، جمهوری آذربایجان و حدود تالش و گیلان و در آذربایجان شرقی تا حدودی زنجان بود. نام اروپایی کاسپین برای دریای خزر از نام این قوم اقتباس شده است. کاسپی نام شهری کهن و باستانی در شرق گرجستان است که محل زندگی طوایف کاسپی بوده است. این شهر و منطقه باستانی یکی از مناطق مهم فرمانروایی ایبریا گرجستان از زمان باستان می‌باشد. کاسپیان دارای آداب و رسوم و مناسکی ویژهٔ خود بوده‌اند که برخی از آن رسوم و مناسک در آریاییان مؤثر افتاد. آنان در عین پیشرفتگی نسبی و مسالمت شیفتهٔ کار و کوشش دسته‌جمعی بودند. آنان اجساد مردگان خویش را در بیابانی دور از مساکن و روستاهای خود می‌نهادند و از دور مراقب آن اجساد بوده‌اند. به نظرشان اگر جسدی را کرکس می‌خورد آن مرده در عالم باقی سخت خوشبخت و آمرزیده‌بود و اگر جانورانی زمینی مانند گرگ یا سگ جسد را می‌خوردند، مرده کمتر آمرزیده بود اما بدا به حال مرده‌ای که جسدش را هیچ پرنده یا درنده‌ای نمی‌خورد.

## کاشوها

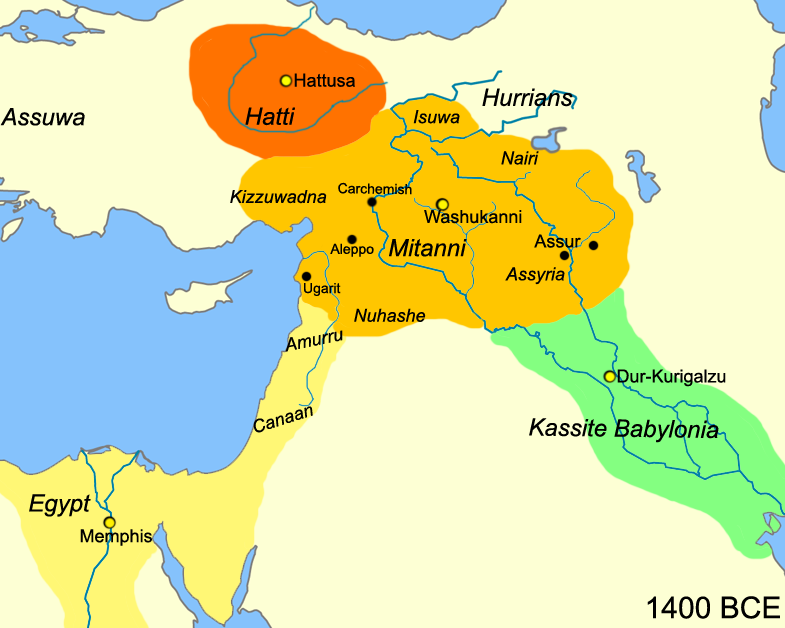
فرمانروایی کاشیان بر بابل در ۱۴۰۰ سال پیش از میلاد.

کاشوها (به انگلیسی: Kassite) یا کاسی‌ها یا کاشیان یا کاشوها موطن اصلی شان در هزارهٔ سوم پیش از میلاد دره‌های لرستان و بختیاری و ایلام امروز بود. در هزارهٔ دوم پیش از میلاد بعضی عناصر آریایی از شاخهٔ سندگوی آمده از قفقاز به میان ایشان راه یافتند و بر مذهب و هنر آنان تأثیر گذاشتند. کاشیان قرن‌ها بر بابل حکومت کردند. جرج کامرون دربارهٔ زبان آن‌ها می‌گوید بیشتر واژه‌های باقی‌مانده و اکثر نام‌های اشخاص متعلق به کاشی‌ها ثابت می‌کنند که عامهٔ مردم کاشی به زبان قفقازی که شاید همسایهٔ نزدیک زبان ایلامی بوده، تکلم می‌کرده‌اند. بعضی ایزدان کاشی بنیاد قفقازی و بابلی و آریایی دارند. کاشیان زودتر از ایلامیان زبان خود را از دست دادند و طی دوران هخامنشی با ایلامیان، خوزیان، پارسیان و لولوبیان درآمیختند .
بعضی از پژوهشگران چون ارنست هرتسفلد کاسیان و کاسپی‌ها را همریشه قلمداد کرده‌اند.
به گفته یوزف مارکوارت کاسی‌ها همچون تپورها قومی گسترده ساکن در فلات ایران پیش از ورود آریایی‌ها بوده‌اند. گمان می‌رود که کاسیان از دوران دیرین که کس به یاد ندارد، در ناحیهٔ مذکور زندگی می‌کردند؛ همچنانکه ایلامیان که همسایه و محتملا خویشاوند ایشان بودند در سرزمین خویش می‌زیستند.
کاسیان در نیمه دوّم هزارهٔ‌یکم پیش از میلاد تا حاشیه کویر مرکزی و نواحی اصفهان و کاشان و حتی نواحی استان تهران و مرکزی نفوذ کردند. پس از فتح پادشاهی ماد آینده آن را کاردونیاش نامیدند و در آن سُکنا گزیدند.
کاسیان در سوارکاری از اقوام دیگر چالاک‌تر و ماهرتر بودند و همین قوم «کاسی» بود که نژاد اصیل اسب را به میانرودان آورد و این نژاد اسب از آنچه سومری‌ها داشتند، برتری یافت و نیز نوشته‌ها و دستورهایی دربارهٔ تعلیم و نگهداری اسب از آنان باقی مانده است که نشانهٔ عشق و علاقهٔ آنان به اسب و سوارکاری است.
آنچنان که از روی ظاهر واژه‌ها بر می‌آید نام شهرهای قزوین و کاشان و همچنین نام دریای کاسپین محتمل هست که از نام این قوم باستانی گرفته شده باشد. نام کاسپین می‌تواند بصورت جمع واژهٔ کاسی باشد، و حرف «پ» در واژهٔ «کاسپی» نشانهٔ جمع بوده باشد. نام قوم کاسپین در نواحی چیترال هند نیز دیده می‌شود. ژورژکنتنو دانشمند و باستان‌شناس از محلی به نام «آریا کاشن» در نزدیک رود جیحون سخن می‌گوید.

## ایلامیان

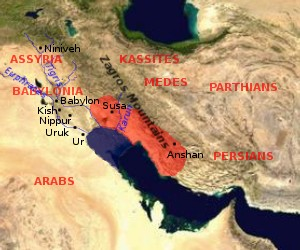
نقشه‌ای از سرزمین ایلام باستان (قرمز).

ایلام یا هیلام یا در تلفظ غربیان اِلام در کتیبه‌های پارسی-هخامنشی هوجه یا اوجه. پس از پیروزی‌ها و شکست‌ها در برابر بابل‌یان، آشور‌یان و ماد‌ها و گسترش قلمرو خود از خوزستان تا قسمت‌هایی از فارس و لرستان و بختیاری و بوشهر کنونی سرانجام در سال ۵۳۸ پیش از میلاد به صف متحدان هخامنشیان پیوستند، تا دورهٔ اشکانی تا حدی زبان خود را حفظ کردند سپس رفته‌رفته با کاشیان و پارس‌یان درآمیختند.

## گوتی‌ها
گوتیان قبیله ای کوه‌نشین ساکن در بخش مرکزی زاگرس تا حدی منطبق با قسمتی از کردستان امروز بودند. نام کوه جودی که در داستان نوح کشتی او بر آن نشسته است، از نام این قوم گرفته شده است. گوتی‌ها جنگی بوده‌اند و سرانجام با آمیزش با برخی طوائف ماد به ویژه سگرته‌ها در تکوین طوایف کرد دخیل گشتند.

## لولوبیان

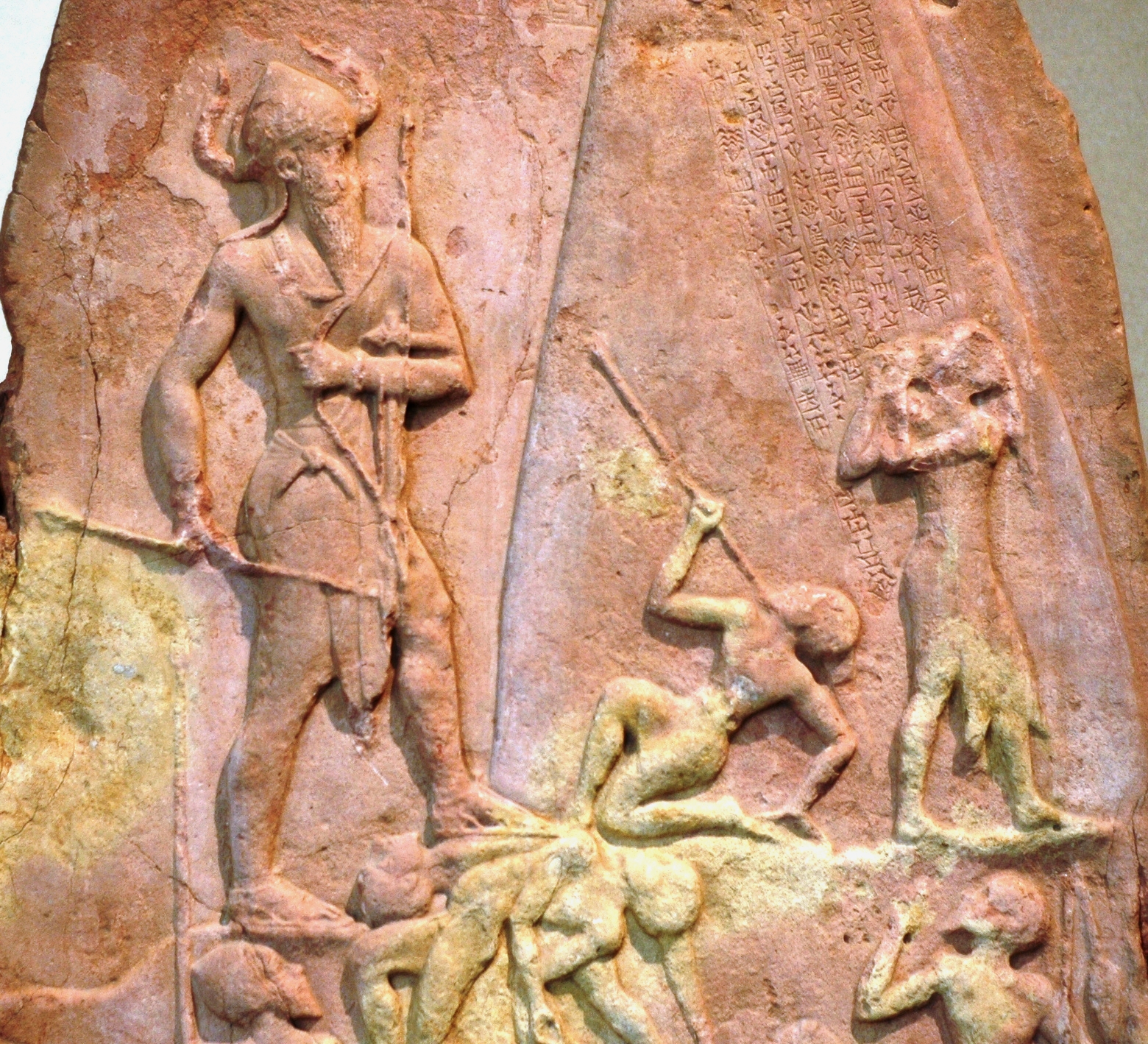
نقش برجسته‌ای مربوط به پیروزی نارام-سین نوه سارگن بزرگ بر لولوبیان.

لولوبیان یک قوم کوهستان‌نشین ساکن در کوه زاگرس در جنوب زیستگاه گوتی‌ها و شمال کاشیان بود. از جمله بنیاد گزاران طوائف کرد لولوبیان بوده‌اند.

## اورارتو

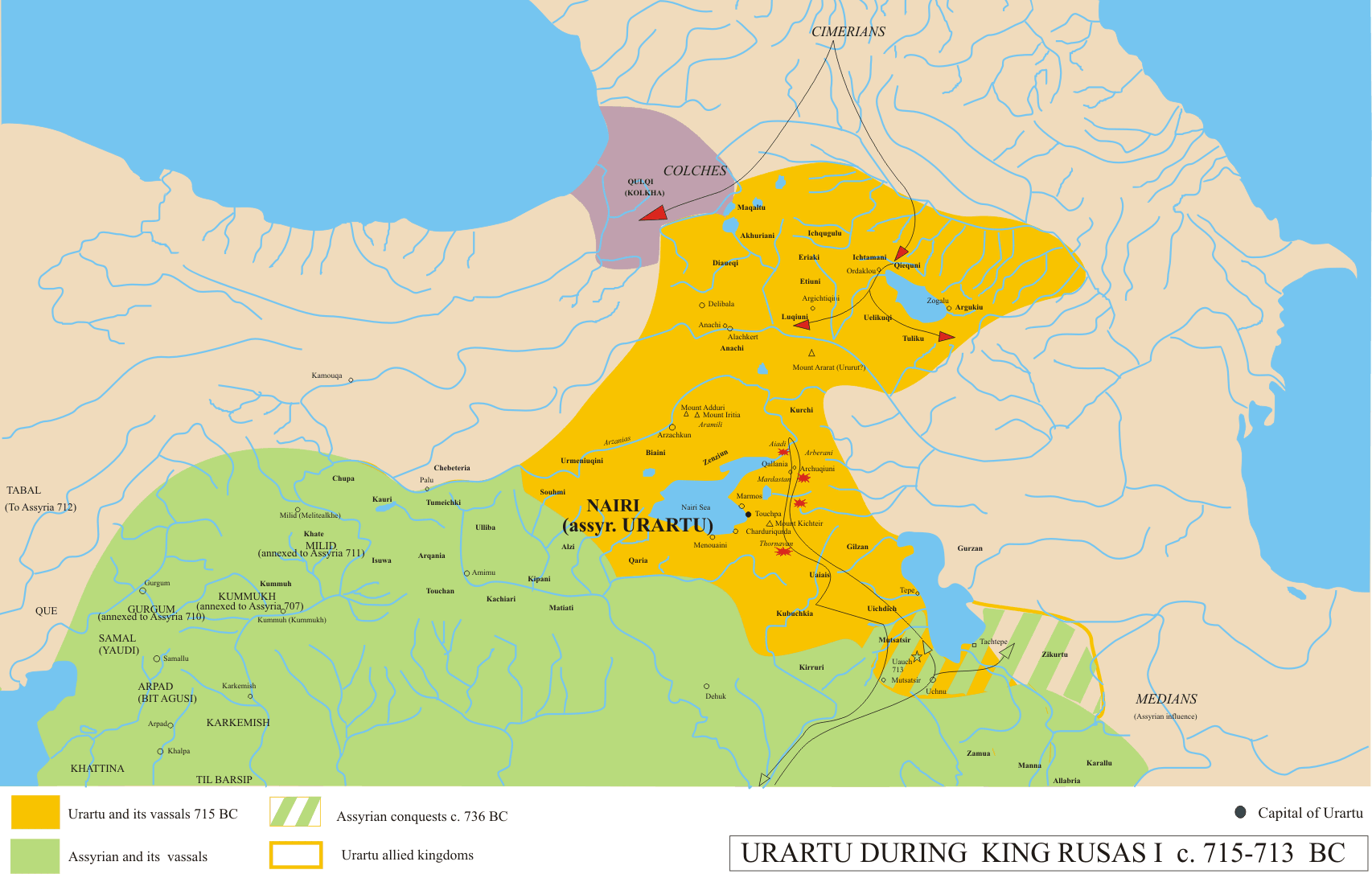
نقشهٔ اورارتو.

اورارتو قومی پیشرفته ساکن در نواحی کوهستانی آناتولی و شمال غرب آذربایجان امروز همسایهٔ هیتی‌ها و سپس همسایهٔ شمالی آشوریان بودند. بعدها نامشان با ناحیه وان در ترکیه امروز ارتباط یافت. آنان ناچار در برابر قدرت توسعه طلب آشور متحدتر شدند و حکومتی تشکیل دادند که مخصوصاً در حدود سال ۸۰۰ پیش از میلاد قوت گرفت و تبدیل به یکی از قدرت‌های آسیای غربی گردید.
در این زمان طوائف آریائی موسوم به ماد شده، داشتند از شرق به حدود سیلک و رگه یا ری می‌رسیدند. اورارتوها خط و کتابت داشتند وکتیبه‌های چندی از شاهان اورارتو به دست آمده است. نام کوه‌های آرارات به اورارتو مربوط است. حملات مکرر سکایان و کیمریان از قفقاز و سپس ماد‌ها در حدود ۶۰۰ پیش از میلاد پادشاهی اورارتو را به سقوط کشاند. سرانجام مردمش با قومی هندواروپائی آمده از بالکان به آسیای صغیر درآمیختند و قوم ارمنی را به وجود آوردند.

## ماناییان

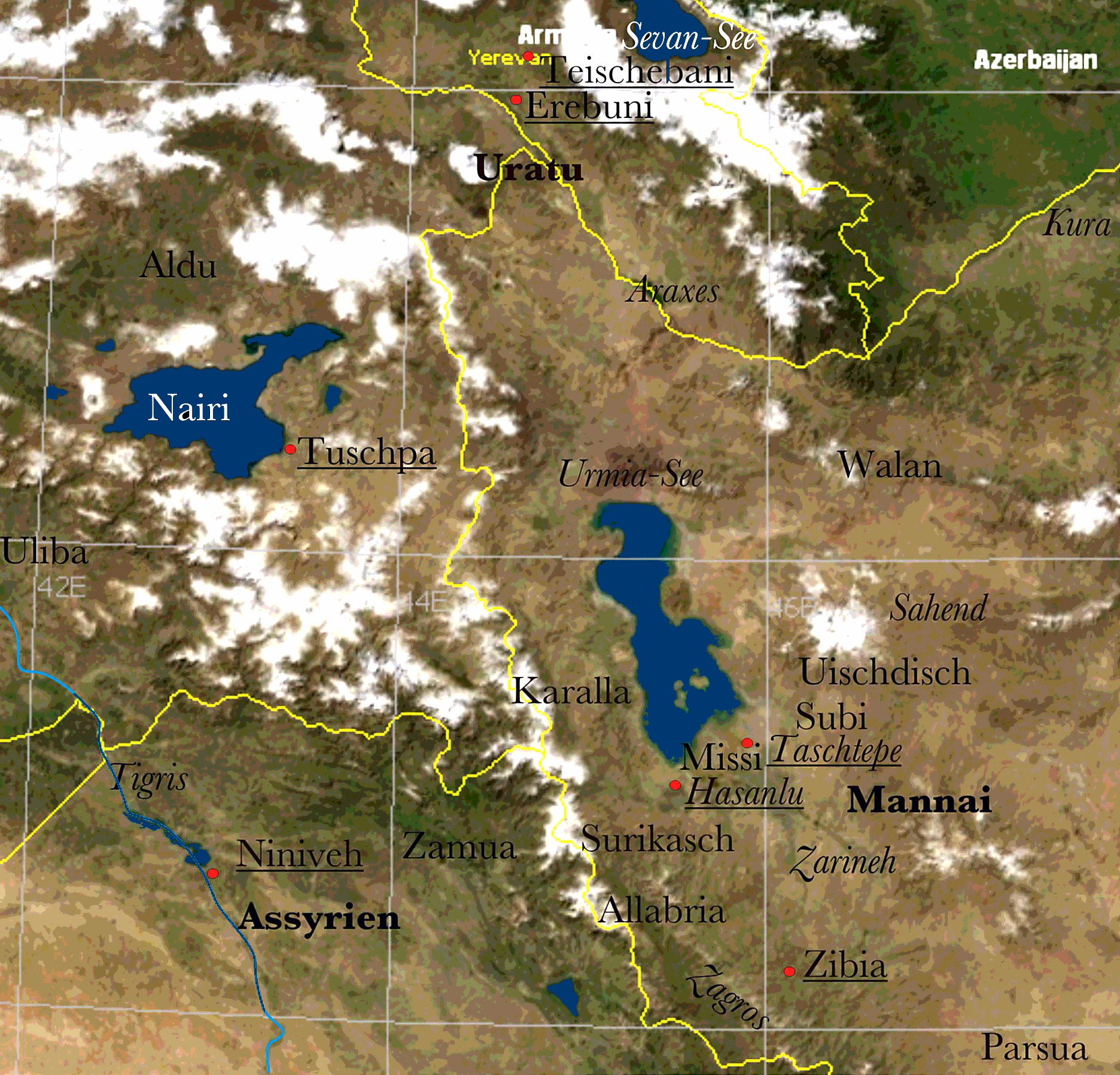
منطقهٔ ماناییان.

ماناییان همسایهٔ شمالی گوتیان و همسایهٔ جنوب و جنوب شرقی اورارتو‌ها و همسایهٔ شرقی میتانی‌ها بودند. قومی ساکن در آذربایجان غربی و سواحل جنوبی دریاچه ارومیه. این قوم سرانجام مقهور اورارتو‌ها و سپس آشور‌یان گردید. تمدن حسنلو متعلق به این قوم است.